# Erika Kanduth

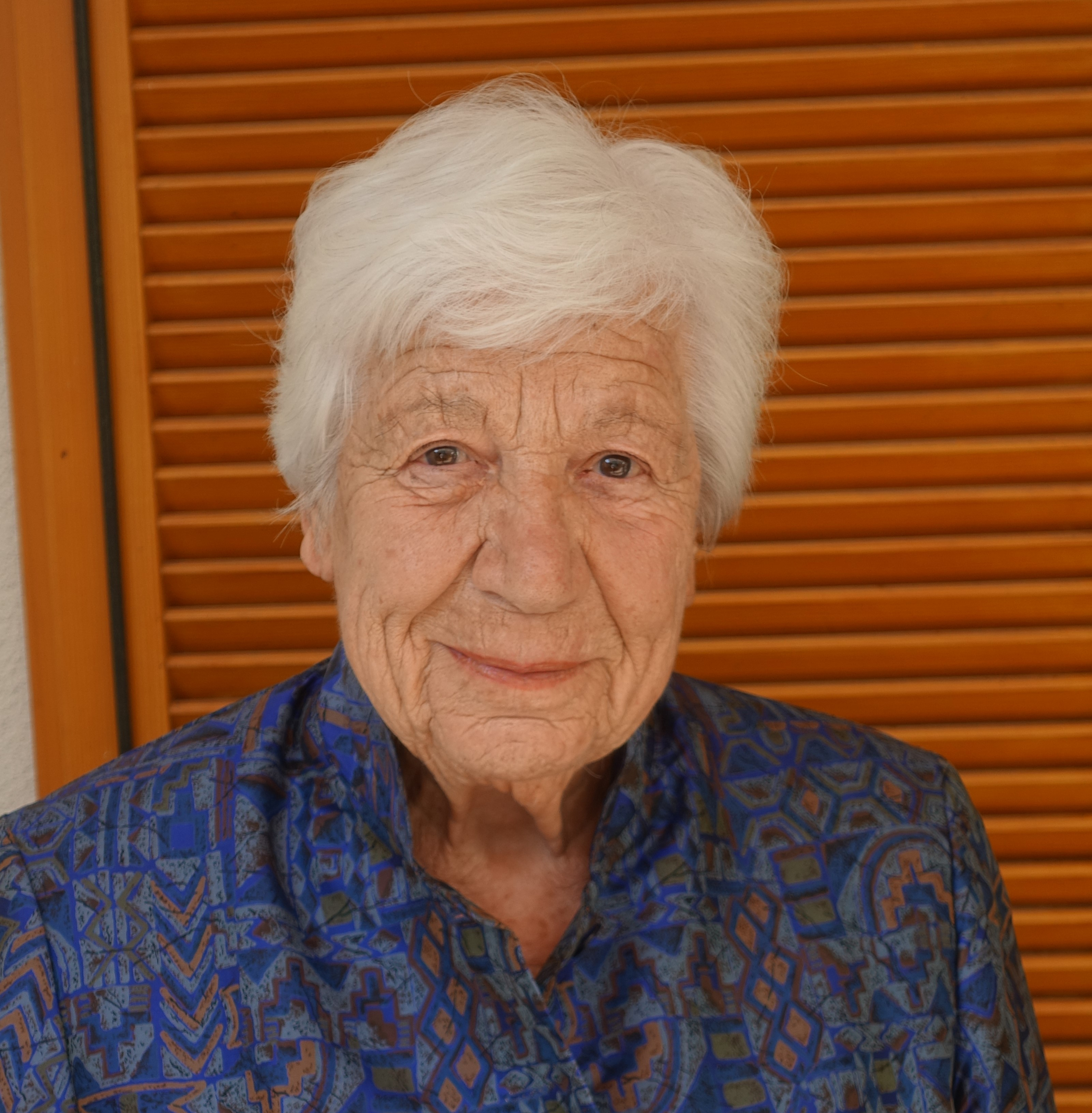
Erika Kanduth

Erika Kanduth (* 3. Februar 1928 in Malborghetto, Italien) ist emeritierte Professorin für romanische Philologie an der Universität Wien.

## Akademischer Werdegang
Erika Kanduth stammt aus einer Kanaltaler Auswandererfamilie, die seit 1941 in Kötschach, Kärnten, ansässig ist. Sie hat 1948 am Mädchenrealgymnasium in Klagenfurt maturiert, 1948 an der Universität Wien Germanistik und Romanistik inskribiert und mit einer Dissertation über den „Petrarkismus in der Lyrik des deutschen Frühbarock“ das Doktorat der Philosophie erworben. Zwischen 1954 und 1955 legte sie die Lehramtsprüfungen für Deutsch und Italienisch ab. Seit 1952 war sie zunächst als wissenschaftliche Hilfskraft und nach Studienabschluss als Assistentin am Institut für romanische Philologie tätig, habilitierte sich 1969 für das Fach, wurde 1973 zum a.o. Professor ernannt und besetzte ab 1976 das Ordinariat für romanische Philologie an der Universität Wien. Ihre Lehre umfasste die französische und italienische Literaturgeschichte, sie betreute zahlreiche Doktoranden und Diplomanden bis zu ihrer Emeritierung 1996 und darüber hinaus.
Während der Amtsjahre pflegte sie viele Kontakte mit Institutionen und Kollegen der eigenen und verwandten Fachbereiche, auch in Italien und Frankreich, und war Mitglied in wissenschaftlichen Gremien, wie in der Deutschen Dante-Gesellschaft, in der musikwissenschaftlichen Kommission der Österreichischen Akademie der Wissenschaften, in der Johann-Joseph-Fuxgesellschaft, u. a.
Die Schwerpunkte ihrer Forschungsarbeit liegen vor allem in der italienischen Gegenwartsliteratur, der sie sich auch während der Emeritierung widmet, in den literarischen Beziehungen zwischen Österreich und Italien und in der Librettistik. Diese Bereiche weist sie vor allem in ihren Publikationen aus.
1995 wurde sie vom italienischen Staatspräsidenten Oscar Luigi Scalfaro mit dem Offizierskreuz des Verdienstordens der Italienischen Republik ausgezeichnet.

## Auszeichnungen
- Offizierskreuz des Verdienstordens der Italienischen Republik
- Medaille „pro musica austriaca“ seitens der Johann-Fux-Gesellschaft
- Goldenes Doktordiplom der Universität Wien zum 50. Jahrestag nach der Promotion

## Veröffentlichungen (Auswahl)
- Wesenszüge der modernen italienischen Erzählliteratur: Gehalte und Gestaltung bei Buzzati, Piovene und Moravia. C. Winter, Heidelberg 1968.
- Cesare Pavese im Rahmen der pessimistischen italienischen Literatur. Braumüller, Wien/Stuttgart 1971.
- als Herausgeberin: Italienische Aufklärungsliteratur im Zeichen europäischer Beziehungen: Beiträge zu Parini, Alfieri und Da Ponte.  Peter Lang, Frankfurt 2000, ISBN 978-3-631-37185-5.
- als Mitherausgeberin: La tradizione classica nelle arti del XVIII secolo e la fortuna di Metastasio a Vienna. Artemide, Rom 2003, ISBN 88-86291-90-6.